# ¿Quién maneja mi barca?
«¿Quién maneja mi barca?» es un sencillo de la cantora sevillana Remedios Amaya, y el tema que representó a España en el Festival de la Canción de Eurovisión 1983 en Múnich.
La canción terminó en última posición con cero puntos empatada con Turquía, siendo la tercera ocasión que España no recibió ningún punto en el concurso europeo.

## Historia de la canción

### Antecedentes
Con la llegada a Televisión Española (TVE) de José María Calviño, primer director de la radiotelevisión pública propuesto por el Partido Socialista, la nueva dirección hizo cambios en el perfil de selección de canciones para el Festival de Eurovisión. Para la edición de 1983 optó por una selección interna representativa de los nuevos géneros musicales que estaban surgiendo en el país, entre ellos el nuevo flamenco.
La cantante elegida fue Remedios Amaya, una cantaora de 21 años con una fuerte proyección dentro del flamenco, pues ya había sacado dos discos, y el tema estaría compuesto por Isidro Muñoz y José Miguel Évoras. En esos años el flamenco todavía no gozaba de proyección internacional, por lo que la apuesta española fue cuestionada desde el principio por algunos medios de comunicación.

### Eurovisión 1983
«¿Quién maneja mi barca?» fue presentada públicamente a comienzos de marzo, un mes antes de la final. La letra de la canción está enfocada en las emociones del amor, la pasión y los celos, mientras que en el apartado musical mezclaba elementos tradicionales del flamenco con instrumentos electrónicos, como sintetizadores y guitarras. En los días previos al festival Terry Wogan, histórico presentador de la BBC, la describió como «un tema muy étnico», algo que repetiría en su transmisión antes de la actuación de Amaya.
El viaje a Alemania, país que organizaba el festival, fue el primero que Remedios realizó al extranjero en toda su vida, y la representación estuvo plagada de contratiempos. La artista pensaba vestir un traje negro en el día del festival, pero el escenario de Múnich era del mismo color, lo que la obligó a llevar el vestido del videoclip, de una sola pieza hasta los tobillos. Asimismo tuvo que actuar descalza porque no tenía unos zapatos a juego con el traje; Amaya siempre fue reticente a hacerlo porque creía que le iba a dar mala suerte.
El tema terminó en última posición con cero puntos, empatado con Turquía. Remedios Amaya achacó su resultado a «cosas que pasan» y afirmó que «no tiene la culpa nadie», mientras la dirección de TVE asumió toda la responsabilidad y lo calificó de «choque cultural». La prensa cargó contra TVE al considerar que la televisión pública no se había tomado en serio el evento, librando de toda culpa a la representante española. Pese al resultado en las votaciones, la actuación de Remedios fue ovacionada por el público del Rudi-Sedlmayer-Halle de Múnich.

### Consecuencias
Remedios Amaya publicó un álbum de corte tradicional en 1984, Seda en la piel, y después se retiró de los escenarios, en parte por la mala posición alcanzada. La artista no regresó con un nuevo trabajo hasta 1997 y desde entonces ha realizado numerosas giras nacionales e internacionales. En una aparición realizada en 2004 en TVE, en el concurso Operación Triunfo, declaró no estar arrepentida de haber representado a España en Eurovisión. Además, en 2009 interpretó de nuevo «¿Quién maneja mi barca?» para el programa especial sobre Eurovisión de Los mejores años de nuestra vida.
Por su parte, Televisión Española relegó la emisión del Festival de 1984 a la segunda cadena, al considerar que el evento había perdido interés con la última posición. Ese mismo año el grupo Bravo, encabezado por Amaya Saizar, obtuvo el tercer puesto, y el país cuajó buenas actuaciones con Nina, Azúcar Moreno y Sergio Dalma. Sin embargo, TVE no volvió a emitir Eurovisión por la primera cadena hasta la edición de 1993.